# Élections municipales camerounaises de 2020
Les élections municipales camerounaises de 2020 ont lieu le 9 février 2020 au Cameroun afin de renouveler plus de 10 000 conseillers municipaux dans 360 communes.

## Contexte
Initialement prévues l'année précédente, les élections sont finalement reportées en même temps que les élections législatives. Le mandat des conseillers municipaux est alors prorogé pour une durée de 12 mois à compter du 29 octobre 2018 par demande du président Paul Biya, approuvée par le parlement ,. La préparation des élections a lieu dans un contexte d'importantes violences, le groupe djihadiste Boko Haram sévissant toujours dans l'extrême nord du pays tandis que les régions anglophones du nord-ouest et du sud-ouest sont confrontées à une grave crise socio-politique depuis fin 2016 qui s'est muée en conflit armé fin 2017. En 2018, les combats deviennent quasi quotidiens entre les forces armées camerounaises et divers groupes armés séparatistes. Selon le gouvernement, plus de 80 membres des forces de sécurité ont été tués dans ces combats. Plus de 600 personnes auraient été arrêtées depuis le début de la crise, selon des sources onusiennes, de même que celui des conseillers municipaux. Ces événements amènent à un nouveau report des législatives le 20 juillet, le parlement étant prolongé de deux mois à partir du 29 octobre. Les mandats des conseillers municipaux sont quant à eux prolongés jusqu'au 29 février 2020.
Dans les régions anglophones du Nord-Ouest et du Sud-Ouest du pays, les rebelles séparatistes promettent des représailles à ceux qui iraient voter. En réaction, le gouvernement central du Cameroun augmente ses effectifs militaires dans la zone. Dans les deux semaines précédant les élections, selon Human Rights Watch, les séparatistes enlèvent plus d'une centaine de personnes dans les deux régions anglophones, tandis que les forces de sécurité du gouvernement central commettent de nombreux abus de pouvoir. Le 7 février 2020, depuis sa cellule à la prison centrale de Yaoundé, Sisiku Julius Ayuk Tabe, président du gouvernement intérimaire autoproclamé d’Ambazonie, déclare qu’ils sont plus que jamais engagés dans une indépendance totale ou une résistance pour toujours. Le jour du scrutin, les rebelles séparatistes empêchent l'accès aux urnes.
Les violences en zone anglophone se poursuivent après le scrutin. Ainsi, le 14 février 2020, 23 civils dont 14 enfants et 1 femme enceinte sont massacrés à Ntumbo, un village du Nord-Ouest. L'opposition camerounaise, des lanceurs d'alerte et les ONG locales accusent l'Armée et le gouvernement central d'avoir perpétré le massacre,. Le 18 février, l'Armée camerounaise reconnaît sa responsabilité, avançant une explication controversée selon laquelle des soldats auraient été attaqués par 7 séparatistes, et que dans la contre-attaque les militaires auraient accidentellement déclenché un incendie responsable de la plupart des morts.

## Résultats
Le nombre de Maires élus pour les 360 communes par parti politique est le suivant :
- Rassemblement démocratique du peuple camerounais : 316
- Union nationale pour la démocratie et le progrès : 16
- Parti camerounais pour la réconciliation nationale : 7
- Union démocratique du Cameroun : 6
- Front social démocrate : 4
- Mouvement pour la défense de la République : 3
- Front national pour le salut du Cameroun : 3
- Mouvement patriotique pour un Cameroun nouveau : 2
- Union des mouvements socialistes : 2
- Mouvement citoyen national camerounais : 1